# Amt Landschaft Sylt
Das Amt Landschaft Sylt ist ein Amt im Kreis Nordfriesland in Schleswig-Holstein. Sitz des Amtes ist die Gemeinde Sylt, die dem Amt selbst nicht angehört aber die Verwaltungsgeschäfte für das Amt führt.

## Amtsangehörige Gemeinden
- Hörnum (Sylt)
- Kampen (Sylt)
- List auf Sylt
- Wenningstedt-Braderup (Sylt)

## Geschichte
1889 wurde im Kreis Tondern der Amtsbezirk Sylt aus den acht Gemeinden Archsum, Keitum, List, Norddörfer, Morsum, Rantum, Tinnum und Westerland gebildet. Der Amtsbezirk umfasste somit die gesamte Insel Sylt. 1905 wurde Westerland Stadt und schied somit aus dem Amtsbezirk aus. Die Gemeinde Norddörfer bestand aus den drei Orten Braderup, Kampen und Wenningstedt. 1927 bildete Kampen eine eigenständige Gemeinde und die Gemeinde Norddörfer benannte sich in Wenningstedt um.
1948 wurde der Amtsbezirk aufgelöst. List wurde amtsfrei und die restlichen Gemeinden bildeten das Amt Keitum. Zugleich wurde Hörnum aus einem Teil der Gemeinde Rantum gebildet. Das Amt, dessen Verwaltungssitz sich in Keitum befand, benannte sich 1965 in Amt Landschaft Sylt um.
Zum 31. Dezember 1969 fusionierten die Gemeinden Archsum, Keitum, Morsum und Tinnum zur hauptamtlich verwalteten Gemeinde Sylt-Ost, die dann die Verwaltungsgeschäfte für das Amt führte. Der Verwaltungssitz befand sich weiterhin in Keitum.
Im August 2002 änderte die Gemeinde Wenningstedt ihren Namen in Wenningstedt-Braderup. Zum 1. Januar 2004 hat die Gemeinde List ihre Amtsfreiheit aufgegeben und ist dem Amt beigetreten.
Zum 1. Januar 2009 traten die Gemeinden Rantum und Sylt-Ost aus dem Amt aus und bildeten zusammen mit der ehemaligen Stadt Westerland die neue Gemeinde Sylt. Seitdem führt die Gemeinde Sylt die Verwaltungsgeschäfte des Amtes im Rahmen einer Verwaltungsgemeinschaft und der Verwaltungssitz befindet sich in Westerland.